# Anne-Hyacinthe Geille de Saint-Léger
Pour les articles homonymes, voir Geille et Saint-Léger.
Anne-Hyacinthe Geille de Saint-Léger, de son nom de plume Anne-Hyacinthe de Colleville, née le 26 mars 1761 à Paris et morte le 18 octobre 1824 au Pré-Saint-Gervais, est une femme de lettres française.

## Biographie
Jeune encore, Anne-Hyacinthe Geille de Saint-Léger annonce d’heureuses dispositions pour les lettres, composant ses premiers écrits dès l’âge de 12 ans et publiant son premier roman à l'âge de 20 ans. Outre quelques pièces de vers insérées dans les journaux et dans les Almanachs des Muses, elle connaît un certain succès avec ses deux comédies en un acte. Après la Révolution, elle renoue avec le roman. Vers la fin de sa vie, elle se tourne vers la religion et brûle sa dernière production, un manuscrit intitulé Le Porteur d’eau.

## Origines familiales
Par son père Charles, chevalier, docteur régent de la Faculté de médecine de Paris et spécialiste en vénérologie, l'un des médecins de la maison du duc d'Orléans, mais surtout franc-maçon au Grand Orient de France (loge Saint-Juvénal à Paris), elle fréquente l'astronome Jérôme Lefrançois de Lalande, M. de Saint-Ange, traducteur d'Ovide, ainsi que le dramaturge La Harpe. Elle est la première dramaturge reconnue à avoir écrit pour le théâtre des boulevards.
Si les origines de la famille Geille de Saint-Léger sont à chercher en Auvergne dans la région de Clermont, comme l'indiquent toutes les sources biographiques, il n'en demeure pas moins que le père de Charles, comme son grand-père, étaient tous deux établis à Saint-Germain-en-Laye et qu'ils avaient acquis la charge d'huissier à cheval au Châtelet de Paris. Néanmoins, le certificat de noblesse délivré à Ambroise Pierre de Saint-Léger (frère d'Anne-Hyacinthe), Garde du Corps du Roi, pour son brevet de Chevalier de Saint-Louis, indique que son père, Charles Geille de Saint-Léger, était un gentilhomme de la Province d'Auvergne.

## Œuvres
Romans
- Lettres du chevalier de Saint-Alme et de Mademoiselle de Malcourt, Paris, 1781 Texte en ligne
- Alexandrine, ou L'amour est une vertu, Amsterdam, 2 vol., 1782
- Madame de M**. ou la Rentière, Paris, 5 vol., an II
- Victor de Martigues, ou Suite de la Rentière, 4 vol., 1804
- Salut à MM. les maris, ou Rose et d'Orsinval, 1806

Théâtre
- Les Deux Sœurs, comédie en 1 acte et en prose, Paris, théâtre des Variétés-Amusantes, 14 juin 1783
- Sophie et Derville, comédie en 2 actes et en prose, Paris, théâtre italien de Paris, 8 janvier 1788
- Banquet du Père de famille, comédie en 1 acte et en prose, 1784

## Source biographique
- Louis-Gabriel Michaud, Biographie universelle ancienne et moderne, vol. VIII, 1854, p. 594